# زبان آوایی
زبان آوایی (به انگلیسی: Paralanguage)، جزء فراارتباطات است که ممکن است با استفاده از تکنیک‌هایی مانند نوای گفتاری، زیروبمی، بلندی صوت، آهنگ و دیگر، معنا را تغییر دهد، معنای ظریفی بدهد یا احساسات را منتقل کند. گاهی تنها به عنوان ویژگی‌های غیرواجی تعریف می‌شود. زبان آوایی ممکن است آگاهانه یا ناخودآگاه بیان شود.